# Valentin Zubiaurre
Valentin Zubiaurre (født 13. februar 1837 i Garai, død 13. januar 1914 i Madrid, Spanien) var en spansk komponist, organist og lærer.
Zubiaurre sang i kor som barn, og studerede senere orgel i Bilbao. Tog til Latinamerika, hvor han underviste som musikpædagog i orgel og teori. Vendte tilbage til Spanien, hvor han fik en af sine opera kompositioner opført, og vandt en førstepris i en musikkonkurrence., med hvilket han vandt et stipendium og kunne studere komposition i Italien. Zubiaurre var senere professor og lærer i komposition på Musikkonservatoriet i Madrid. Han har skrevet en symfoni, orkesterværker, operaer, instrumentalværker og liturgiske værker.

## Udvalgte værker
- Symfoni (i E-dur) (1870) - for orkester
- Requiem (?) - for solister, Kor og orkester